# Siemens-Villa (Wannsee)
Die Siemens-Villa, auch Haus Siemens genannt, ist eine im Berliner Ortsteil Wannsee des Bezirks Steglitz-Zehlendorf gelegene Villa. Arnold von Siemens, der älteste Sohn des Erfinders und Unternehmers Werner von Siemens, ließ das inzwischen als Baudenkmal geschützte Gebäude nach den Plänen der Architekten Paul und Walter Hentschel von 1886 bis 1889 errichten. Seit den 1950er Jahren wird das Bauwerk für verschiedene medizinische und organisatorische Einrichtungen des heutigen Berliner Immanuel-Krankenhauses genutzt.

## Lage
Die Villa wurde auf einem Hanggrundstück direkt am Kleinen Wannsee erbaut, das Grundstück hat die Adresse Am Kleinen Wannsee 5.

## Architektur und Geschichte
Die Architekten schufen einen zeittypischen, schlossähnlichen Bau im Stil der Neorenaissance mit Erkern und Türmen. Sie versahen das in Backstein-Mauerwerk errichtete Gebäude mit Holzfachwerk und gliedernden Elementen aus Werkstein. Eine Gartenhalle mit Rundbogenfenstern und Sgraffito-Fries ergänzte das Bauwerk.
Der Bau wurde zunächst von Arnold von Siemens als private Sommerresidenz genutzt. Im Zweiten Weltkrieg litt die Villa durch Kriegsbeschädigungen, Notbelegungen und Plünderungen erheblich. Zudem waren Steuerschulden aufgelaufen. Im Jahr 1949 wurde die Konzernzentrale des Unternehmens Siemens & Halske nach München verlegt. Nachdem die Familie von Siemens vergeblich versucht hatte, die Immobilie zu verpachten oder zu verkaufen, schenkten die Erben Charlotte und Hermann von Siemens das baufällige Gebäude im Jahr 1950 der Baptistengemeinde Schöneberg. Die Villa sollte fortan ein Krankenhaus beherbergen, zunächst um einer erwarteten Polio-Epidemie entgegenzutreten. Es wurde ein Jugendhospital gegründet. 1951 wurde das Haus in Jugend-Heilanstalt und 1952 in Immanuel-Krankenhaus umbenannt. Um Raum zu gewinnen, wurde das kriegsbeschädigte Dachgeschoss einschließlich der Turmspitzen abgetragen und die Villa um zwei schmucklose Etagen aufgestockt. Der Behandlungsfokus des Krankenhauses richtete sich in den folgenden Jahren zunehmend auf rheumatische Erkrankungen.

## Der Park
Der die Siemens-Villa umgebende 24.000 m² große Park steht – ebenso wie Villa und Nebengebäude – unter Denkmalschutz. Das Grundstück hatte Arnold von Siemens vom Begründer der Colonie Alsen, dem Bankier Wilhelm Conrad, erworben, um einen romantischen Schlosspark anzulegen. Dieser beherbergt noch heute unter anderem eine Terrasse, eine Grotte sowie einen kleinen Aussichtsturm aus massiven Steinquadern. Die Parkanlage kann von Patienten und Besuchern zur Erholung während des Krankenhausaufenthaltes genutzt werden.